# Edmund Stoiber

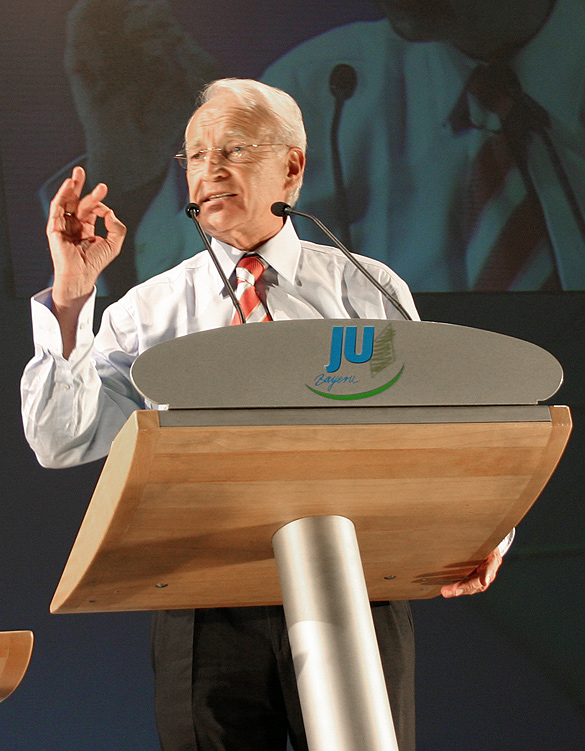
Edmund Stoiber tijdens een verkiezingstoespraak in Würzburg

Edmund Rüdiger Stoiber (Oberaudorf, 28 september 1941) is een Duits christendemocratisch politicus (CSU). Van 28 mei 1993 tot 30 september 2007 was hij minister-president van Beieren. Op die datum nam hij ontslag, maar hij heeft het ambt nog waarnemend uitgeoefend tot 9 oktober, de dag waarop de Beierse landdag Günther Beckstein verkoos tot de nieuwe minister-president. Op 30 september 2007 werd hij eveneens als partijvoorzitter opgevolgd door Erwin Huber.

## Achtergrond
Hij is rooms-katholiek en sinds 23 februari 1968 met Karin Stoiber (geboren Rudolf) gehuwd; tezamen hebben ze drie kinderen (Constanze, Veronica en Dominic).

## Opleiding
Na zijn middelbareschoolopleiding vervult hij zijn dienstplicht bij de bergdivisie in Bad Reichenhall. Daarna studeert hij rechten en politieke wetenschappen aan de universiteit van München en aan de Hoge School voor Politieke Wetenschappen. Stoiber promoveert en verricht wetenschappelijk werk op de 'Lehrstuhl für Strafrecht und Ostrecht' aan de universiteit van Regensburg.
In 1971 legt hij zijn tweede juridische staatsexamen af.

## Politieke loopbaan

### Binnen de CSU
In 1971 sluit Stoiber zich bij de Christlich-Soziale Union (CSU) aan, de Duitse christendemocratische partij die uitsluitend in Beieren optreedt. In deze politieke partij maakt hij snel carrière:
- 1975 bestuurslid van de CSU Oberbayern.
- 1976 districtvoorzitter van de 'Junge Union' (de jongerenafdeling van de CSU) van Bad Tölz-Wolfratshausen.
- 1978 (tot april 1983) secretaris-generaal van de CSU (bij de toenmalige voorzitter Franz Josef Strauß).
- 1989 (november tot oktober 1993) plaatsvervangend partijvoorzitter.
- 1999 (16 januari) partijvoorzitter, opvolger van Theodor Waigel.
- 2002 Bondskanselierskandidaat van de Union voor de federale verkiezingen.
- 2003 Herverkozen als partijvoorzitter met 97% van de stemmen.
- 2005 (3 september) Herverkozen als partijvoorzitter met 93% van de stemmen.

Nadat bondskanselier Gerhard Schröder op 22 mei 2005 had aangekondigd dat hij verkiezingen wilde organiseren profileerden Stoiber en Angela Merkel, voorzitster van de CDU, zich beiden als kandidaat voor het kanselierschap. Vrij snel werd duidelijk dat Edmund Stoiber ditmaal, in tegenstelling tot 2002, niet voldoende ondersteuning binnen de CDU kreeg om de kanselierskandidaat voor de Union te worden. Op 30 mei werd Angela Merkel officieel als kandidate aangewezen. Velen twijfelden eraan of Stoiber zich zou kunnen vinden in een tweederangs-positie. Deze twijfels werden ondersteund door het feit dat Stoiber zich niet wilde vastleggen over zijn rol in een (eventueel) toekomstig kabinet Merkel. Ook nadat Merkel op 17 augustus haar 'competentie-team' voorgesteld had, waar Edmund Stoiber deel van uitmaakte als de specialist voor economie, liet hij zijn toekomstige rol in het ongewisse. Voornamelijk binnen de CDU stuitte deze houding op onbegrip en afkeuring, en niet weinigen hadden twijfels over de draagwijdte van Stoibers loyaliteit ten opzichte van Merkel. Ook een uitspraak van Stoiber over de voormalige Oost-Duitsers, die als denigrerend kon worden uitgelegd (hij had het woord "gefrustreerden" gebruikt), zorgde tijdens de campagne voor wrevel binnen de eigen gelederen, en voor extra mogelijkheden voor de SPD en Groenen om hem aan te vallen. Enige analisten stelden Stoiber, vanwege zijn onduidelijke positie en zijn verbale ontsporing, mede verantwoordelijk voor het onverwacht zwakke resultaat van de Union bij de verkiezingen.
Na de verkiezingen werd duidelijk dat de door de Unionspartijen gewenste coalitie Unions-FDP geen meerderheid had in het parlement, en dat de zogenaamde 'Jamaica'-coalitie (Union-FDP-Groenen) door de Groenen werd afgewezen. De Union van CDU en CSU en de SPD begonnen onderhandelingen over een 'grote coalitie'. Toen pas kwam er duidelijkheid in de rol die Stoiber zou spelen in het toekomstige kabinet. Voordat de coalitieonderhandelingen konden beginnen moest er een oplossing gevonden worden voor de strijd die ontbrand was over wie de toekomstige kanselier zou zijn. Zowel Merkel, die zich er op beriep dat zij de leidster van de grootste fractie in de bondsdag was, als uittredend kanselier Schröder, met de argumentatie dat hij de kandidaat van de grootste partij was (ter herinnering, de Union is het samen optreden van de partijen CDU en CSU), stonden erop dat zij de toekomstige regering zouden leiden. Na taaie onderhandelingen werden eerst, nog voor men over inhoud begon te spreken, de posten verdeeld: Merkel zou kanselier worden, Schröder zou geen deel meer uitmaken van de toekomstige regering, Franz Müntefering (SPD) zou vicekanselier worden, en Stoiber werd genomineerd voor de functie van federaal minister van Economische zaken.
Nog tijdens de coalitieonderhandelingen zorgde Stoiber weer voor enige turbulentie binnen de eigen rijen. Eerst ondersteunde hij indirect de twijfel die de SPD liet rijzen aan de grondwettelijk voorziene leidende positie van Merkel als kanselier ('Richtlinienkompetenz'). Later streefde hij uitbreiding van de bevoegdheden van zijn ministerie na, onder meer op het gebied van toegepast onderzoek, ten nadele van het ministerie voor opleiding en onderzoek, waarvoor de CDU-politica Annette Schavan als minister was genomineerd. Binnen de CDU ontstond er een tendens om Stoibers ministerie niet te sterk te laten worden.
Ook binnen de CSU veroorzaakte Stoibers houding onrust. Nadat hij genomineerd was voor een federaal ministerambt ontstond er binnen de CSU een hevige strijd over zijn opvolging als minister-president van Beieren. Zowel Günther Beckstein (Beiers minister van binnenlandse zaken) als Erwin Huber (Beiers staatsminister en leider van de Beierse staatskanselarij) meldden zich als kandidaat voor de opvolging. Het feit dat Stoiber niet ingreep in de discussie en ervoor zorgde dat de keuze (door stemming in de CSU-Landsdagfractie) pas na zijn benoeming als federaal minister zou vallen werd door velen geïnterpreteerd als een signaal dat hij zich alle opties, ook het 'blijven' in Beieren open wilde houden, en een uitdrukking van een slechts halfhartige toewijding aan toekomstig kanselier Merkel.
Nadat Franz Müntefering op 31 oktober 2005 in het SPD-partijbestuur een nederlaag leed, en aankondigde niet langer als SPD-voorzitter ter beschikking te staan (maar wel deel zou uitmaken van de komende regering) kondigde Stoiber op 1 november aan dat hij niet meer voor het ministerambt ter beschikking stond. Hij motiveerde dit door erop te wijzen dat Müntefering een hoekpilaar van het komende kabinet was, en dat deze, nu hij niet meer SPD-voorzitter zou zijn, niet over voldoende steun vanuit de SPD zou kunnen beschikken, en dat hij van de SPD een nieuwe politiek lijn verwachtte. Michael Glos werd als vervanger voor het ministerambt genomineerd.
Voor Stoiber was Müntefering een partner met wie hij steeds uitstekend had kunnen samenwerken, en met wie hij uitgebalanceerde compromissen kon sluiten. Ze zijn beiden ongeveer even oud en hebben, zij het in verschillende partijen, gelijkwaardige ervaringen meegemaakt: de naoorlogse periode, het "Wirtschaftswunder", de culturele revolutie van de jaren 68, de Kohl-era, de hereniging van Duitsland. Stoiber en Müntefering hadden de laatste jaren goed samengewerkt in een commissie ter hervorming van het Duitse federalisme. Nadat Müntefering zijn terugtreden als partijvoorzitter aangekondigd had was het voor Stoiber duidelijk dat hij met een andere, jongere en meer links georiënteerde SPD te maken zou krijgen: "Mit der Münte-SPD läßt sich stabiler regieren als mit einer Nahles-SPD", zo drukte CSU-secretaris-generaal Markus Söder het uit. In de CSU werd gevreesd dat de opvolger van Müntefering zich als toekomstig kanselier zou willen profileren, en dan een "exit-strategie" uit de grote coalitie zou kunnen volgen. Bij het uiteenvallen van de regering zou Stoiber er dan als een "koning zonder land" bijstaan. In de erop volgende dagen wordt het echter meer en meer duidelijk dat Stoibers moeilijke relatie met Angela Merkel de ware reden rond voor zijn terugtreden is. Op 6 november 2006 verschijnt een bericht in Bild am Sonntag waarin vermeld wordt dat Paus Benedictus XVI Stoiber tijdens een privé-audiëntie met afgevaardigden van de CSU-landsdagfractie op 4 november naar de motieven voor zijn terugtreden gevraagd zou hebben. Stoiber zou hierbij letterlijk gezegd hebben "Ich kann nicht mit ihr".
Zijn terugtreden als ministerkandidaat werd zowel binnen de CDU als binnen de eigen CSU met gemengde gevoelens genoteerd. Binnen de CDU overheerste een gevoel van opluchting, daar met Stoiber ook een interne rivaal van Merkel verdween. Stoiber werd vooral voor zijn gebrek aan duidelijkheid en loyaliteit verder bekritiseerd. In de CSU werd zijn zigzagpolitiek en zijn autoritaire leidingsstijl ter discussie gesteld.

### Mandaten
- 1978-1984: raadslid van de districtsraad van Bad Tölz-Wolfratshausen.
- 1974: lid van de Beierse landdag (parlement van de deelstaat Beieren)

### Functies
- 1971: medewerker in het Beierse 'Staatsministerium für Landesentwicklung und Umweltfragen'.
- 1972: persoonlijke referent van de minister Max Streibl.
- 1974: leiding van het ministerieel bureau.
- 1982 tot 1986: staatssecretaris in de Beierse staatskanselarij.
- 1986: staatsminister in de Beierse staatskanselarij.
- 1988 tot 1993: minister van binnenlandse zaken van de deelstaat Beieren.
- 1993 (28 mei): Beierse minister-president.
- 1995 (1 november tot 31 oktober 1996): voorzitter van de Bundesrat, bondsraad (een roulerende taak die hij vervult vanuit zijn ambt als minister-president van Beieren).
- 2007: vanwege een terugval van zijn partij en een spionageaffaire komt hij steeds meer onder vuur te liggen en treedt hij op 30 september terug als minister-president van Beieren.

## Advocaat
Alhoewel Edmund Stoiber zeker een 'beroepspoliticus' is, staat hij sinds juli 1978 ook nog als advocaat ingeschreven.